# Arsenofosforek galu
Arsenofosforek galu, fosforoarsenek galu, GaAsP – materiał półprzewodnikowy, stop arsenku galu i fosforku galu.
Stosowany jest do produkcji diod elektroluminescencyjnych świecących na żółto, pomarańczowo lub czerwono. Może być domieszkowany azotem (GaAsP:N).

## Przerwa energetyczna
Szerokość przerwy energetycznej w temperaturze 0 K dla nienaprężonej warstwy o składzie GaAs(1−x)Px jest równa (w eV):
{\displaystyle E_{g}^{\Gamma }=(1-x)\cdot 1,519+x\cdot 2,886-x\cdot (1-x)\cdot 0,19}
Wprowadzenie naprężeń ściskających powoduje zmniejszenie szerokości przerwy energetycznej.